# Cyclopia
Cyclopia es un género de plantas fanerógamas perteneciente a la familia Fabaceae. Comprende 44 especies descritas y de estas, solo 20 aceptadas.
Conocida en inglés con el nombre común de honeybush (como figura en las infusiones en español, aunque su significado literal sería “arbusto de miel”), fue descrita por primera vez por Etienne Pierre Ventenat en 1808. El taxónomo inglés John Sims le dio el nombre de Ibbetsonia en honor a la fisióloga de las plantas Agnes Ibbetson. La planta es originaria de Sudáfrica, donde recibe el nombre de heuningbos en afrikáans .

## Cultivo y uso

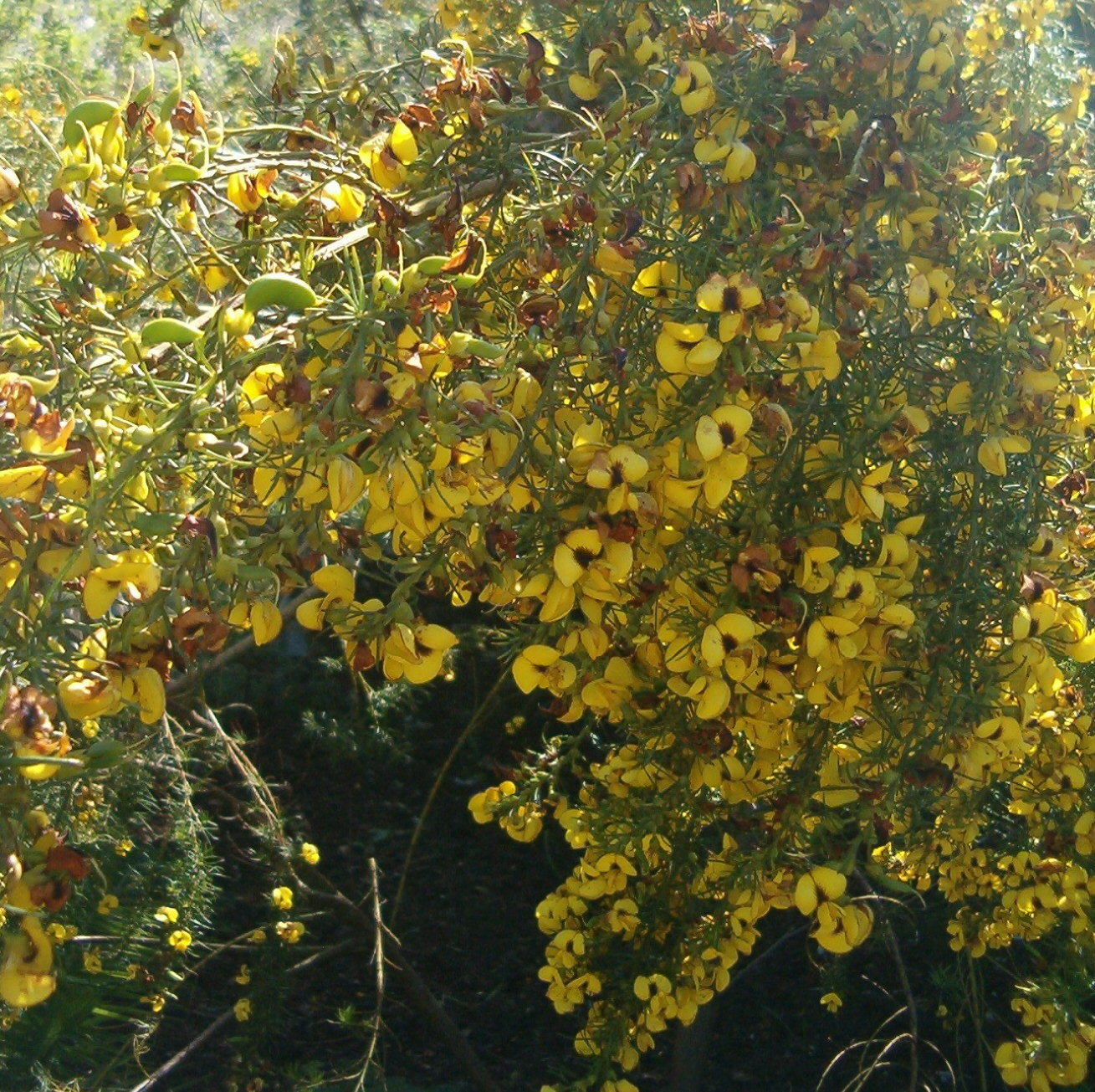
Cyclopia meyeriana en flor

Las hojas de Cyclopia se usan para hacer tisanas o infusiones herbales. Crece únicamente en un área del sudeste de Sudáfrica y es muy parecida al rooibos (Aspalathus linearis). 
El nombre de honeybush (arbusto de la miel) viene del olor a miel de sus flores. Su sabor es muy parecido al del rooibos pero algo más suave. En algunas zonas rurales es una práctica común mantener una tetera con esta hierba encima del fuego lista para beber mientras perfuma toda la casa con su olor. A diferencia del té tradicional de Camellia sinensis, el honeybush no se vuelve amargo cuando se hierve a fuego lento durante mucho tiempo.
Hay 23 o 24 especies de honeybush en la naturaleza, de las cuales principalmente cinco se utilizan para preparar infusiones.

## Taxonomía
El género fue descrito por Étienne Pierre Ventenat y publicado en Decas Generum Novorum 8. 1808.

## Especies seleccionadas
- Cyclopia intermedia, conocida como bergtee (té de montaña), encontrado entre Port Elizabeth y el extremo del valle de Langkloof.
- Cyclopia subternata, conocida como vleitee (té de pantano) o valleitee (té de valle).
- Cyclopia genistoides, conocida como 'kustee (té de costa), encontrada principalmente en la Provincia Occidental del Cabo, cerca de Yserfontein y Darling aunque también prospera en la provincia del Cabo.
- Cyclopia sessiliflora, conocida como ‘’té de Heidelberg, así llamada por el pueblo de Heidelberg, donde crece en las montañas locales.
- Cyclopia maculata. Crece en las montañas de Outeniqua.

Algunas especies pueden ser cultivadas, mientras que otras deben ser recolectadas en la naturaleza. No siempre es fácil descubrir lo que las semillas necesitan para germinar; algunos tipos poseen eleosomas, un alimento para las hormigas que surge de las semillas y que las hace dependientes de éstas o de los pájaros para expandirse. 
Cyclopia intermedia (té de montaña), uno de los más conocidos, se cosecha en las montañas de Kouga, donde crece de forma natural. El té de montaña –que a pesar de este nombre no posee cafeína– se regenera al cabo de tres años después de la cosecha o la destrucción por alguno de los habituales incendios de la zona; como consecuencia, menos de un tercio de la montaña está disponible para cosechar cada año por rotación.
Los tés de montaña y de valle florecen entre septiembre y octubre, mientras que las flores de té de la costa aparece entre en mayo y junio.

## Preparación de la infusión

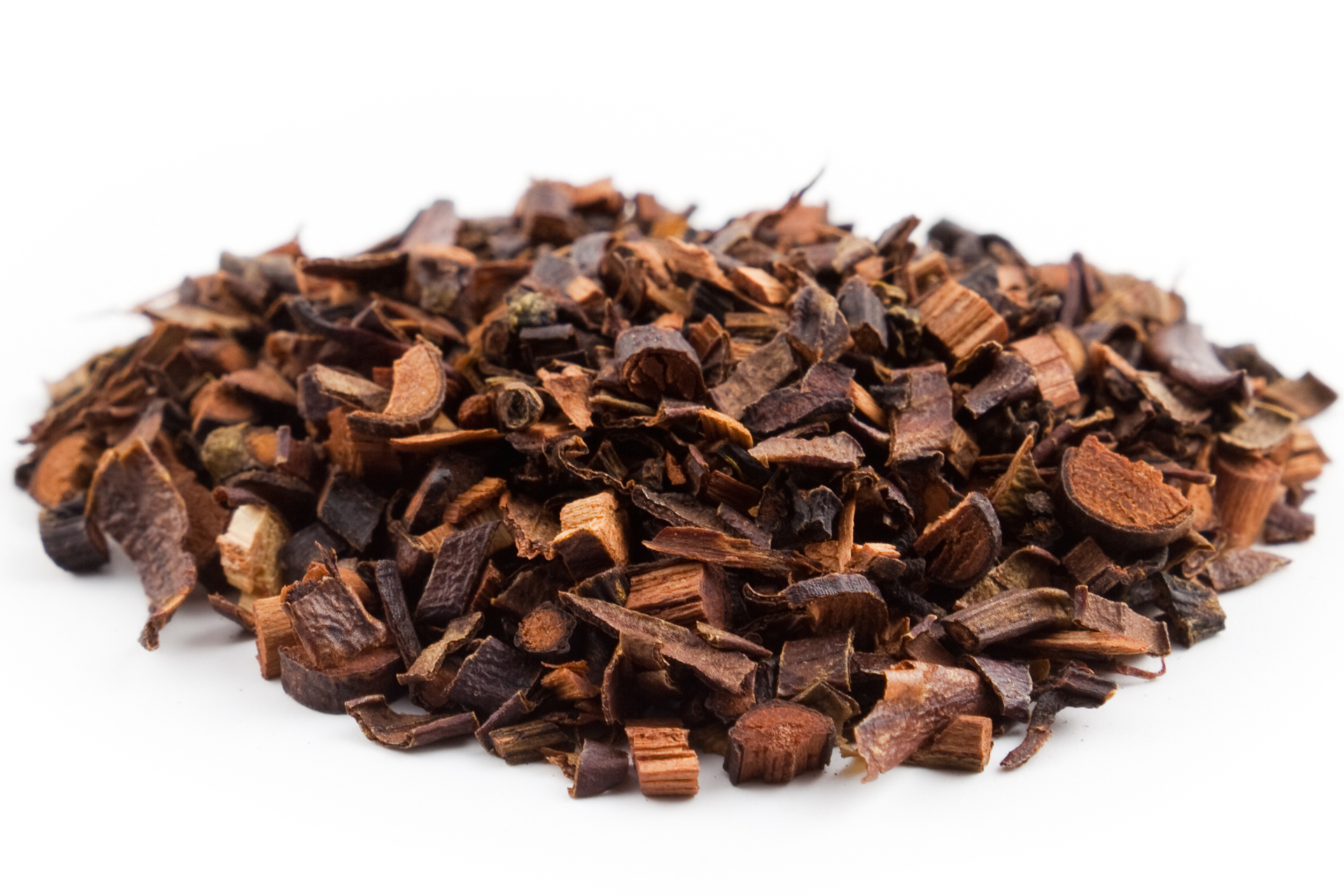
Hojas preparadas para la infusión

Hay dos métodos de procesamiento del honeybush para su uso como infusión. En el método tradicional, las hojas del arbusto se cosechan, se cortan, se muelen (a menudo con rodillos mecánicos) y se dejan al sol para que se oxiden. El método moderno, industralizado, oxida las hojas colocándolas sobre planchas rotatorias calentadas a temperaturas de 70 a 90 °C durante dos o tres días. A continuación, se dejan secar al aire libre y posteriormente, las hojas se tamizan y se dividen en los tres tipos de té comercializados, desde el muy fino, que se utiliza para bolsitas de té en su mayoría, hasta uno más grueso que se usa para la venta a granel.

## Química
El honeybush es bajo en taninos (0,45%). Algunos de sus compuestos activos presentes son:
- Isoflavonas
- Flavonas
- Ácido cinámico
- Cumestanos
- Xantonas
- Mangiferina e isomangiferina (Cyclopia subternata)